# Hanna Batsiushka
Hanna Batsiushka –en bielorruso, Ганна Бацюшка– (Pinsk, URSS, 24 de octubre de 1981) es una deportista bielorrusa que compitió en halterofilia.
Participó en tres Juegos Olímpicos de Verano, obteniendo una medalla de plata en Atenas 2004, en la categoría de 63 kg, el quinto lugar en Pekín 2008 y el octavo en Sídney 2000. Ganó una medalla de bronce en el Campeonato Mundial de Halterofilia de 2003 y dos medallas en el Campeonato Europeo de Halterofilia, plata en 2006 y bronce en 2007.

## Palmarés internacional
| Juegos Olímpicos   | Juegos Olímpicos       | Juegos Olímpicos  | Juegos Olímpicos |
| Año                | Lugar                  | Medalla           | Categoría        |
| ------------------ | ---------------------- | ----------------- | ---------------- |
| 2004               | Atenas (Grecia)        | Medalla de plata  | 63 kg            |
| Campeonato Mundial |                        |                   |                  |
| Año                | Lugar                  | Medalla           | Categoría        |
| 2003               | Vancouver (Canadá)     | Medalla de bronce | 63 kg            |
| Campeonato Europeo |                        |                   |                  |
| Año                | Lugar                  | Medalla           | Categoría        |
| 2006               | Władysławowo (Polonia) | Medalla de plata  | 63 kg            |
| 2007               | Estrasburgo (Francia)  | Medalla de bronce | 63 kg            |